# Dreissènids
Els dreissènids (Dreissenidae) són una família de mol·luscs bivalves d'aigua dolça. S'enganxen a les pedres o a una altra superfície dura. Estan més relacionats amb la família Veneridae que amb els musclos autèntics. Inclou el musclo zebra, una espècie invasora.

## Gèneres
- Congeria, un gènere que viu a les coves[2]
- Dreissena, el gènere tipus de la família
- Mytilopsis